# Doubrava
Doubrava (in polacco Dąbrowa, in tedesco Dombrau) è un comune della Repubblica Ceca facente parte del distretto di Karviná, nella regione della Moravia-Slesia.